# Nicola Bruni
Nicola Bruni (San Severino Lucano, Roma, 19 de julho de 1906 – Rio de Janeiro, 29 de abril de 1971) foi um compositor italiano que residiu no Brasil.